# Jamón de la Selva Negra

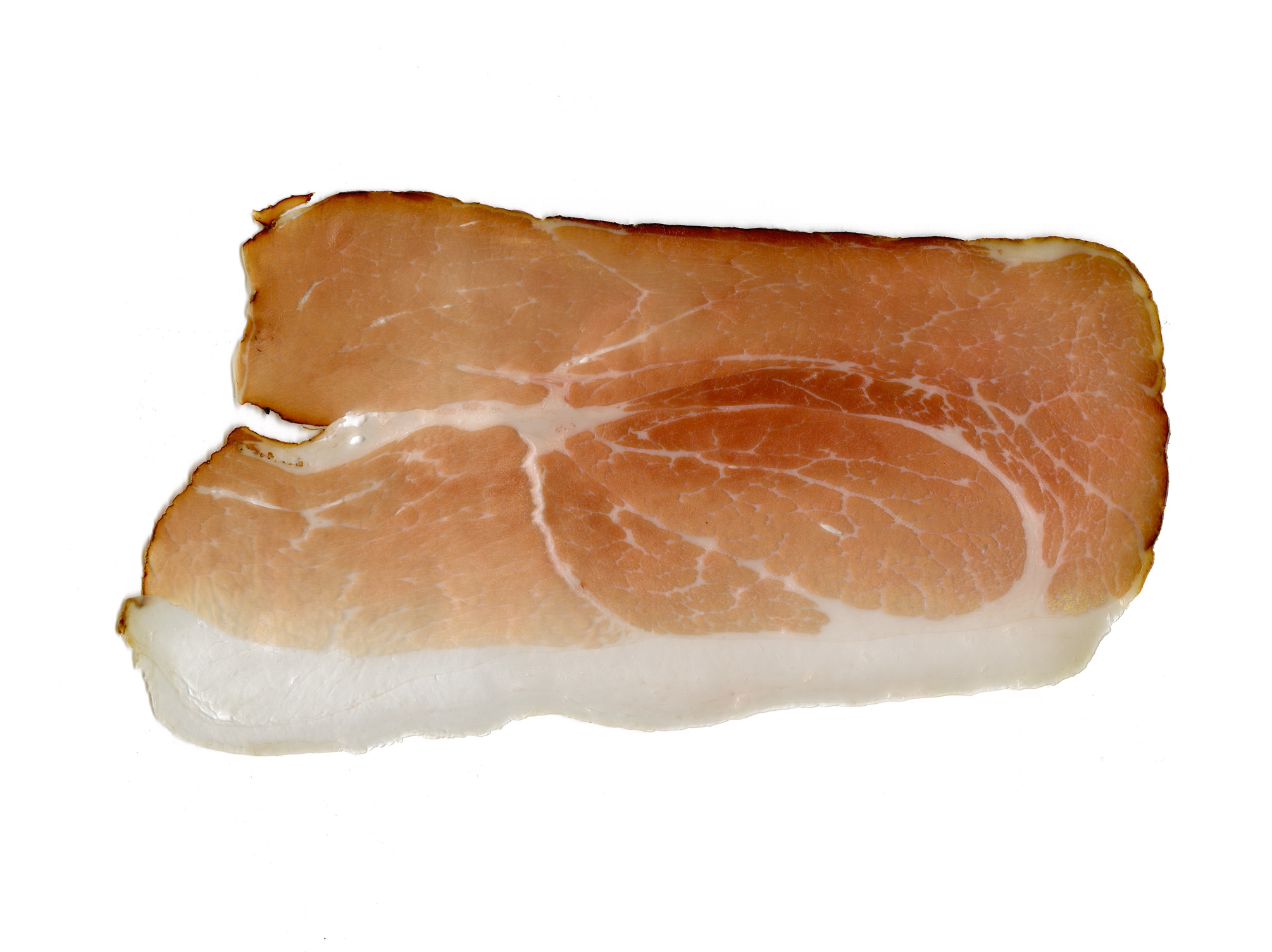
Loncha de Schwarzwälder Schinken con su característico color.

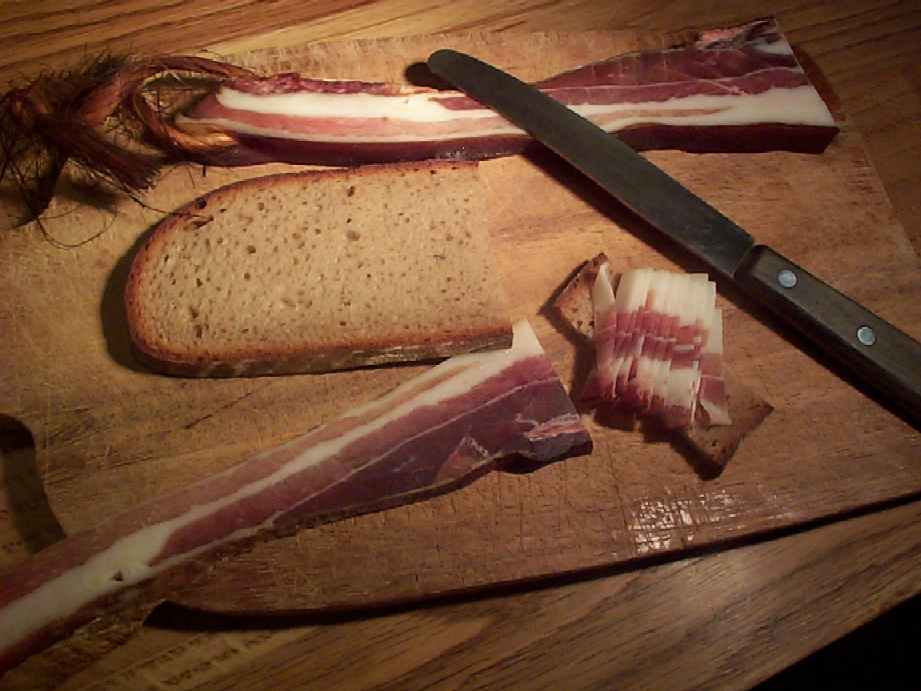
Schwarzwälder Speck junto con una rebanada de pan.

El Jamón de la Selva Negra (en alemán: Schwarzwälder Schinken) es un jamón elaborado en los pueblos de la Selva Negra (Alemania) y que tiene un característico aroma y sabor a ahumado debido a su particular curado en seco. El jamón es una variedad muy conocida en la cocina alemana y su elaboración tiene categoría de producto de la región en todo el continente europeo, lo cual implica que cualquier producto vendido bajo el nombre de Jamón de la Selva Negra debe de ser auténticamente elaborado en los pueblos de la Selva Negra. Esta designación o categoría es respetada principalmente en los países europeos. Sin embargo, es omitida en países norteamericanos como EUA o Canadá, donde hay jamón vendido bajo el mismo nombre, pero con distintos niveles de calidad y preparación. 

## Preparación
La preparación de este plato es muy similar a la del jamón en España: se pone en salazón y tras este periodo, la variante aplicada es el empleo de ajo en su maduración, cilantro y pimienta negra. Tras este secado se coloca el jamón en unos lugares con humo de madera de abeto y pícea. De esta manera el jamón adquiere ese sabor y aroma característico.

## Variantes
Como variante del jamón suele encontrarse también el Schwarzwälder Speck (tocino de la Selva Negra) muy empleado como acompañamiento de algunos platos de la cocina de Baden, y que aporta un sabor ahumado y ligeramente «campesino» a los platos de la región.